# Neophyllaphis pueblohondensis
Neophyllaphis pueblohondensis  (лат.) — вид архичных тлей рода Neophyllaphis из подсемейства Neophyllaphidinae. Венесуэла.

## Описание
Мелкие насекомые, длина 2,0—2,4 мм. Усики 6-члениковые, короче чем тело. Монофаги, питаются на молодых хвойных растениях Podocarpus (Podocarpaceae, Венесуэла)
.